# Фталимид
Фталими́д — имид о-фталевой кислоты (изоиндолин-1,3-дион), бесцветные кристаллы, плохо растворим в воде, хорошо растворим в уксусной кислоте, этаноле, водных растворах щелочей.

## Получение
- Действием аммиака на фталевый ангидрид:

## Физические свойства
- Бесцветные кристаллы, плохо растворим в воде, хорошо растворим в уксусной кислоте, этаноле, водных растворах щелочей, кипящем бензоле, не растворяется в холодном бензоле, лигроине, хлороформе.

## Химические свойства
- Щелочные растворы гидролизуют фталимид до фталаминовой кислоты:

- С концентрированными щелочами и щелочными металлами образует соли фталимида.

## Биологические свойства
Фталимид токсичен по отношению к рыбам, морским водорослям и бактериям. Токсичность для человека не изучалась.

## Применение
- Синтез антраниловой кислоты, пестицидов.